# ایب کانینگهام
ایب کانینگهام (به انگلیسی: Abe Cunningham) متولد ۲۷ جولای ۱۹۷۳، (۵ مرداد ۱۳۵۲) درامر گروه آلترنتیو متال آمریکایی دفتونز می‌باشد.